# Funkasanki
Funkasanki – polski zespół muzyczny wykonujący muzykę elektroniczną, założony w 2015 roku przez duet Ankę Kaptór i Przemka Starachowskiego.

## Historia

### 2015-2019
Funkasanki powstał w 2015. Dwa lata później nakładem własnej wytwórni zespół wydał debiutancki album „Funkasanki”. 2017 przyniósł zespołowi nagrody i wyróżnienia w postaci m.in.: finału konkursu Opole Debiuty, Grand Prix Festiwalu Piosenki Niezależnej Noffa, Nagrodę Prezydenta Miasta Łomży za szczególne dokonania w dziedzinie kultury oraz pojawienie się utworów duetu na ogólnopolskich antenach radiowych. W 2018 wytwórnia Kayax zaprosiła zespół do projektu My Name Is New, mającego za cel promocje debiutujących artystów. Owocem współpracy jest singiel „Where Are You” oraz szereg koncertów w 2019 m.in. jako supporty Mery Spolsky i Darii Zawiałow, koncert na Kayax Academy „Spotify Masterclass” oraz Fest Festival w Chorzowie. Duet został również laureatem Festiwalu My Name Is New w Warszawie, którego nagrodą były koncerty na dziedzińcu siedziby ZAiKS i Pasażu „Wiecha” w Warszawie oraz wyjazd i koncert na Sound Project Summer w Chorwacji. 

### 2020
Na początku 2020 zespół został finalistą plebiscytu "Niebieski Mikrofon" organizowanego przez Polskie Radio Białystok oraz wydał znów pod własnym szyldem dwa single Unspoken i Split Day. W trakcie trwania wiosennego lockdownu duet wykonał 3 koncerty online: na MNiN Couch Festival, Live Kitchen we współpracy z NZS UW i na Sofar Sound Kraków. Jesienią nakładem net-labelu My Name Is New wytwórni Kayax ukazał się drugi album zespołu pt. Last Call, wydany w ramach stypendium "Kultura w Sieci" MKiDN, promowany singlem Know My Name. Zespół aktywnie koncertował na żywo, występując m.in.: w warszawskich klubach "Stodoła" i "Akwarium" oraz online w Polskim Radio Białystok, na Arenie Gliwice oraz w krakowskim klubie "Studio" w ramach konferencji "Przyszłość" organizowanej przez inkubator Tak Brzmi Miasto.

## Dyskografia
| Wydawnictwo   | Rok wydania | Wytwórnia              | Rodzaj wydawnictwa |
| ------------- | ----------- | ---------------------- | ------------------ |
| Funkasanki    | 2017        | Funkasanki             | Album              |
| Where Are You | 2018        | Kayax                  | Singiel            |
| Unspoken      | 2020        | Funkasanki             | Singiel            |
| Split Day     | 2020        | Funkasanki             | Singiel            |
| Last Call     | 2020        | My Name Is New / Kayax | Album              |
| Know My Name  | 2020        | My Name Is New / Kayax | Singiel            |